# Paula
Paula je  žensko osebno ime.

## Izvor imena
Ime Paula je različica imena Pavla

## Pogostost imena
Po podatkih Statističnega urada Republike Slovenije je bilo na dan 31. decembra 2007 v Sloveniji število ženskih oseb z imenom Paula: 109. Med vsemi ženskimi imeni pa je to ime  po pogostosti uporabe uvrščeno na 560. mesto.

## Osebni praznik
V koledarju je ime Paula skupaj z imenoma Pavla, oziroma Pavel; god praznuje 26. januarja, 14. marca ali pa 18. avgusta.